# Fouchécourt (Vosges)
Fouchécourt é uma comuna francesa na região administrativa de Grande Leste, no departamento de Vosges. Estende-se por uma área de 4,66 km². Em 2010 a comuna tinha 47 habitantes (densidade: 10,1 hab./km²).